# Erich Klein (Journalist)

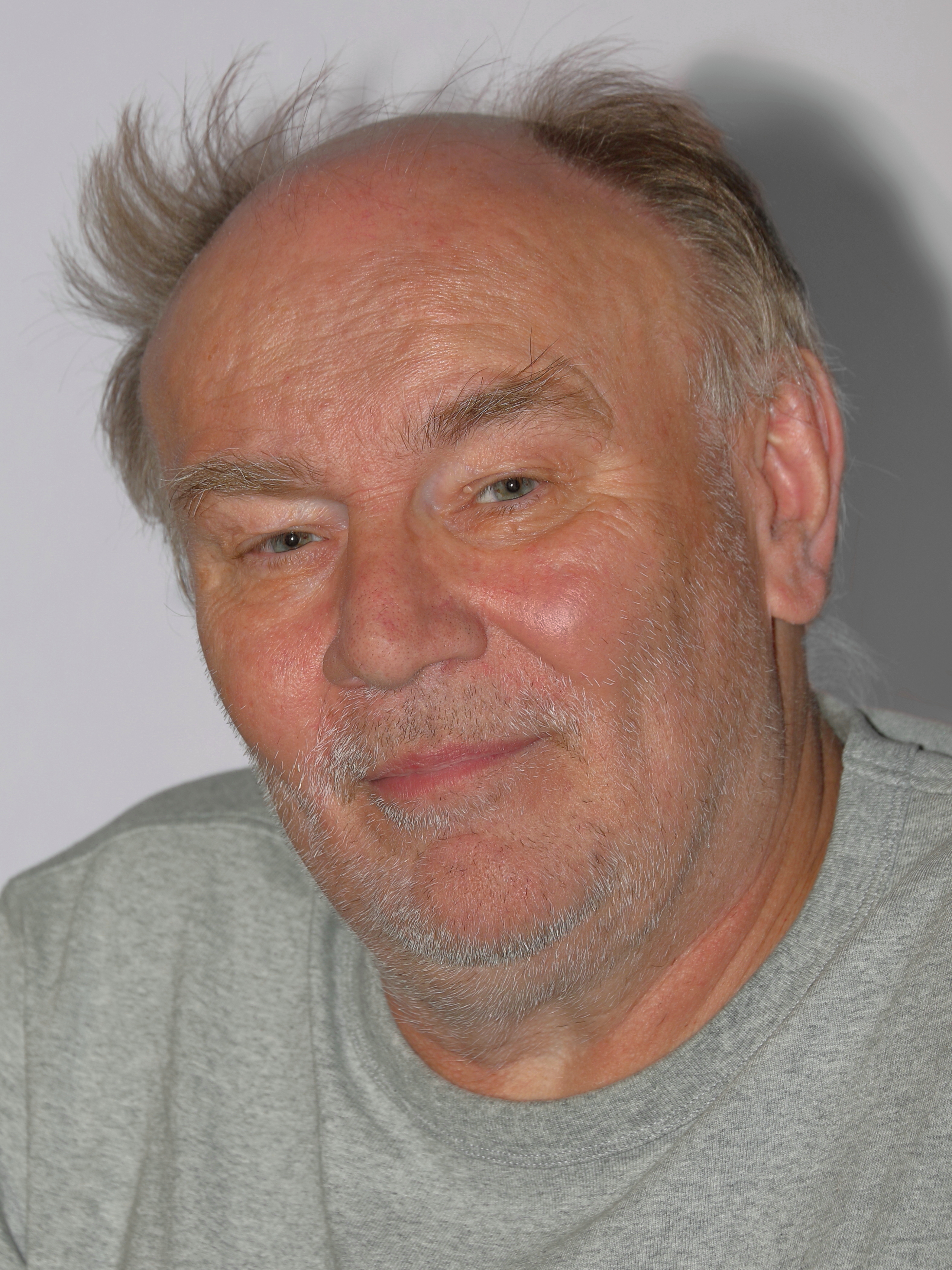
Erich Klein (2024)

Erich Klein (* 1961 in Altenburg (Niederösterreich)) ist ein österreichischer Publizist und Übersetzer.

## Werdegang
Er lebt in Wien. Regelmäßige Beiträge verfasst er im Falter, Anzeiger, Heureka, Die Furche, sowie in den Radio Ö1-Sendungen Ex libris, Kontext und Diagonal. Klein ist Kurator von Literaturveranstaltungen wie Literatur im Herbst (Kunstverein Wien, Alte Schmiede 2005–2015); die 1960er Jahre, die 1970er Jahre (MUSA 2011–2013); Veranstaltungen in Moskau, Lviv (Lemberg), Kiew, Grafenegg. Jury-Tätigkeit beim Bund (2014–2021) und der Stadt Wien (2014–2018). 2022 ist er Mitglied der Jury zum Deutschen Buchpreis.

## Auszeichnungen
- 2013: Österreichischer Staatspreis für Literaturkritik
- 2014: Preis der Stadt Wien für Publizistik
- 2015: Würdigungspreis des Landes Niederösterreich – Kulturpublizistik

## Bücher
- Die Russen in Wien – die Befreiung Österreichs. Falter, Wien 1995, ISBN 3-85439-141-2.
- Denkwürdiges Wien: Denkmäler der 1. und 2. Republik. Falter, Wien 2004, ISBN 3-85439-303-2,
- mit Christian Reder: Graue Donau, schwarzes Meer. Springer, Wien / New York 2008, ISBN 978-3-211-75482-5.

## Herausgeber
- mit Valeria Jäger: Europa erlesen: Moskau. Klagenfurt 1998, ISBN 3-85129-272-3.
- mit Valeria Jäger: Europa erlesen: St. Petersburg. Klagenfurt 1999, ISBN 3-85129-260-X.
- mit Wolfgang Denk und Cornelia Offergeld: 17 Momente des Frühlings. Wien 2004.
- rot/ich weiß/rot tscherwonnoje-beloje-tscherwonnoje (Elf österreichische Autoren) Kiew 2008.
- Themenhefte der Zeitschrift Wespennest: Aus Moskau (1998), Nach Russland (2003), Baltikum (2002), Natur (2010) Back to the USSR (2016)
- mit Anton Kurz und Ortrun Veichtlbauer: Friedrich Kurrent: Drei Deka Germ. Edition Thurnhof, Horn 2020.
- Facetten. Literarisches Jahrbuch der Stadt Linz. Band 2019, 2021, 2018, S. 2020.
- mit Marcus Patka: Jewgenij Chaldej – Fotograf der Befreiung. Jüdisches Museum Wien, 2021.

## Übersetzungen
- Uldis Tirons: Reise in die Mongolei. rigas laiks, Riga 1994.
- Alexander Pjatigorskij: Philosophie einer Gasse. Edition Wespennest, Wien 1997.
- Gennadij Aigi: Werk. Band 2, Edition Per Procura, Lana/Wien 2000.
- Kaukasus – Verteidigung der Zukunft. Folio Verlag, Wien/Bozen 2001.
- Olga Sedakowa: Reise nach Brjansk. Folio Verlag, Wien 2002.
- Alexander Pjatigorskij: Erinnerung an einen fremden Mann. Folio Verlag, Wien 2001.
- mit Susanne Macht: Dmitri Prigow: Lebt in Moskau. Folio Verlag, Wien 2003.
- mit Peter Waterhouse: Michail Eisenberg: Fünfzehn Gedichte. Frankfurter Buchmesse, 2003.
- Sergej Gandlewski: Sieben Gedichte. Frankfurter Buchmesse, 2003.
- mit Susanne Macht: Boris Chersonskij: Familienarchiv. Klagenfurt 2010/2014.
- mit Susanne Macht: Sachar Prilepin: Sankja. Matthes und Seitz, Berlin 2014.

Übersetzungen in diversen Zeitschriften und Sammelbänden (Wespennest, Lichtungen, Manuskripte) u. a. von G. Ajgi, M. Aisenberg, A. Pristawkin, W. Schalamow, T. Kibirow, S. Gandlewskij; A. Turkin, L. Rubinstein, A. Iwanow, M. Kutscherskaja, E. Fanajlowa, I. Pomerantsew, A. Ilitschewski, W.Lortschenkow, S. Lebedew, T. Venclova

## Publizistik
Regelmäßige Essays und Beiträge zur Literatur und Zeitgeschichte in Falter, .copy, Wespennest, Literaturen und ORF - Ö1 (Ex Libris, Radiokolleg, Diagonal und Kontext) sowie Beiträge zu Katalogen und Sammelbänden.

## Essays (Auswahl)
- Wenn Katjuscha aufhört zu singen. In: G. Spitaler, M. Marschik: Das Russendenkmal. Turia und Kant, Wien 2005.
- Fünf Hausherren und ein Haus. In: Das Palais Epstein. Löcker, Wien 2005.
- Der Tod wird schielen. Bericht von einem Putsch. In: Wespennest. 137, 2005.
- the art of loosing. In: Thomas Baumann (Hrsg.): Thomas Baumann. Schlebrügge Editor, Wien 2005.
- Lern schnell Russisch. In: Helene Maiman: Was bleibt, Schreiben im Gedenkjahr. Czernin Verlag, Wien 2005.
- Überleben im Jenseits. In: Christian Reder: Lesebuch Projekte. Springer, Wien / New York 2006.
- Überläuferin mit fünf Elefanten. Kleine Polemik zu Swetlana Geier. In: Wespennest-. 159, Wien 2010.
- Möglicherweise leben wir schon in einer Nachwelt. In: Das Adolf Holl Brevier. Residenz Verlag, Salzburg/St. Pölten 2010.
- in Österreich brauch ma des net. Zur Literatur der 1970er Jahre (we don't need that sort of thing in Austria 1970s Iiteratuture) . In: Berthold Ecker, Bernhard Denscher (Hrsg.): Die 70er Jahre. Expansion der Wiener Kunst. Katalog. Ambra, Wien 2013.
- Pussy riot. Kleines Postscriptum. In: Gabriele Brandstetter, Katja Schneider (Hrsg.): Sacre 1913/2013. Tanz, Opfer, Kultur. (= Rombach Wissenschaften – Reihe Scenae). Freiburg 2017.
- Jewgeni Chaldej oder Das andere Gesicht der Befreiung (Yevgeny Khaldei, or the other face of liberation). In: Gabriele Kohlbauer-Fritz, Sabine Bergler (Hrsg.): Genosse Jude. Wir wollten nur das Paradies auf Erden. Jüdisches Museum Wien. Amalthea, Wien 2017.
- Von Leningrad nach Kirchstetten. Brodskys Reise durch den Kalten Krieg. In: W. H. Auden in Kirchstetten: Thanksgiving für ein Habitat. Literaturedition Niederösterreich, St. Pölten 2018.
- mit O. Veichtlbauer: Schön und Schiach. Ein Gespräch mit Friedrich Achleitner. In: Facetten, Literarisches Jahrbuch der Stadt Linz. Bibliothek der Provinz, Weitra 2019.
- Auge der Seele. Ein Essay. In: Nafez Rerhuf: Ancelworte. 24 Photographien zu Wortkreationen von Paul Celan. Wien 2020.
- Grünmandl als Autor. Vorwort. In: Otto Grünmandl, Werkausgabe. Band 2: Das Ministerium der Sprichwörter. Haymon, Innsbruck/Wien 2020.